# WPHL 1904

Sezona 1904 lige WPHL je bila četrta sezona lige Western Pennsylvania Hockey League.

## Končna lestvica
| Moštvo                | OT | Z  | P  | R | GF | GA | TOČ | Povpr. |
| --------------------- | -- | -- | -- | - | -- | -- | --- | ------ |
| Pittsburgh Victorias  | 13 | 10 | 3  | 0 | 56 | 23 | 20  | .769   |
| Pittsburgh Bankers    | 15 | 8  | 7  | 0 | 45 | 45 | 16  | .533   |
| Pittsburgh PAC        | 14 | 4  | 10 | 0 | 44 | 62 | 8   | .286   |
| Pittsburgh Keystones* | 6  | 2  | 4  | 0 | 15 | 30 | 4   | .333   |

- Keystones so iz lige izstopili 17. januarja 1904.